# Wyspa skazańców
Wyspa skazańców (norw. Kongen av Bastøy) – norweski dramat filmowy z 2010 roku w reżyserii Mariusa Holsta. W rolach głównych wystąpili Stellan Skarsgård, Benjamin Helstad, Trond Nilssen i Kristoffer Joner. W Polsce film miał premierę 30 marca 2012 roku. Film został oparty na autentycznych wydarzeniach, które miały miejsce na norweskiej wyspie Bastøy.

## Fabuła
Akcja filmu rozgrywa się na wyspie Bastøy, na której znajduje się ośrodek poprawczy dla nastoletnich chłopców. To obóz pracy, gdzie panuje sadystyczny reżim i nie obowiązuje żaden kodeks praw. Metody wychowawcze stosowane przez opiekunów polegają na psychicznej i fizycznej przemocy. W ramach resocjalizacji chłopcy zmuszani są także do wykonywania ciężkiej fizycznej pracy. Na wyspę trafia niepokorny, zbuntowany 17-letni Erling (w roli Benjamin Helstad), niesłusznie skazany za morderstwo. Od samego początku chłopak ma jeden cel – uciec z ośrodka. Wkrótce zdaje sobie sprawę, że jego plan staje się niemożliwy. Sam nie ma szans, i postanawia zjednać sobie innych współwięźniów. W końcu swoją postawą zaraża innych i dochodzi do zbiorowego buntu.

## Obsada
- Stellan Skarsgård jako Håkon
- Benjamin Helstad jako Erling/"C19"
- Trond Nilssen jako Olav/"C1"
- Kristoffer Joner jako Braaten
- Ellen Dorrit Petersen jako Astrid
- Magnus Langlete jako Ivar/"C5"